# Шпилевський Михайло Михайлович
Шпилевський Михайло Михайлович (* 1837 — † 13 грудня 1883, Одеса) — спеціаліст з адміністративного права, історик права.

## Життєпис та науковий доробок
Вищу освіту отримав на юрфаці Московського університету в 1859.
У 1862–1869 викладав у низці середніх та спеціальних навчальних закладів Москви.
Протягом 1869–1883 викладав на кафедрі поліцейського права юрфаку Імператорського Новоросійського університету.
1871 року в стінах Новоросійського захистив магістерську дисертацію.
У 1875 захистив у Московському університеті докторську дисертацію і отримав звання ординарного професора.
Був секретарем юрфаку Імператорського Новоросійського університету в 1880–1883 роках. Студенти М. Шпилевського по-різному оцінювали його здібності. О. Трачевський, Ю. Гамбаров захоплювались ним, проте О. Маркевич відзначав, що студенти любили його, але зауважували не систематичність викладу. Помер в Одесі 13 грудня 1883. Залишив два історико-правових твори, що були написані у традиційному стилі істориків права-позитивістів другої половини ХІХ ст.: опрацювання багатьох правових пам'яток без глибоких оціночних суджень.

## Наукові публікації
- Политика народонаселения в царствование Екатерины II // ЗИНУ. — Т. VI. — 1871;
- Материалы для истории народного продовольствия в России // ЗИНУ. — Т. XIV. — 1874.